# Alfa Regio
Az Alfa Regio egy magyar gyártmányú elővárosi-városközi autóbusz amelyeket Volvo B7R és Volvo B12B alvázra épített a székesfehérvári Alfa Busz Kft. Az autóbusz magasított padlózattal rendelkezik. Városi változata az Alfa Localo.
Az autóbusz 2 illetve 3 tengelyes változatban is készült.

## Története
A használtbuszok importjával foglalkozó Alfa-Busz Kft. 2003-ban mutatta be a Volvo alvázakra felépített saját fejlesztésű típuscsaládját. A városi változat, a Localo a B7RLE alvázra épült, a városközi/távolsági pedig eleinte B7R, később B12B alvázra.
A típus kifejlesztésénél törekedtek arra, hogy a hatályos előírásoknak megfelelve, de ezzel párhuzamosan minél egyszerűbben építsék fel az autóbuszokat, ezzel is megkönnyítvén az üzemeltetést. A megvalósítás a városi Localónál nem hozott pozitív végeredményt; az egyszerűségre való törekvés pontatlanságba, sokszor igénytelenségbe fordult át a gyakorlatban, ami például az ajtómechanika gyakori, balesetveszélyes problémáit, és a vázszerkezet túlzott mértékű elhasználódását eredményezte. Ezzel szemben a helyközi változat, a Regio sikeresebbnek tekinthető. Az alacsony belépésű konstrukcióhoz képest a normálpadlós kialakítású váz egyszerűbb, üzemeltetési szempontból helytállóbb: a műszaki berendezések számára nagyobb hely áll rendelkezésre a padló alatt, ez például a kiegyenlítettebb súlyeloszlást is lehetővé teszi, amivel a váztörések, vázhajlások kockázatát is csökkenteni lehet. Másrészt az enyhébb igénybevétel miatt az ajtómechanika sem okozott nagy problémákat. A ~13 méteres hossznak, valamint a maximalizált, kissé zsúfolt helykihasználtságnak köszönhetően az ülőhelykapacitása vetekszik egy csuklós helyközi Ikaruséval. 2007-ben elkészült a B12BL alvázra épített, háromtengelyes változata is.

## Előfordulási helyei
Az Alfa Regio a legtöbb volántársaság flottájában megtalálhatók voltak. A normál, kéttengelyes változatai az Észak-magyarországi Közlekedési Központnál, a Dél-alföldi Közlekedési Központnál, a Középkelet-magyarországi Közlekedési Központnál, az Északnyugat-magyarországi Közlekedési Központnál, és a Középnyugat-magyarországi Közlekedési Központnál voltak megtalálhatók 2019-ig..